# Géraud de Limoges
Pour les articles homonymes, voir Limoges (homonymie).
Géraud (attesté de 941 à 988), vicomte de Limoges (v. 950-988).

## Éléments biographiques
Apparait dans les sources en 941 comme fils de Hildegaire et Thetberge d'Aurillac.
Succéda probablement à son père à sa mort vers 950 (mentionné vers 974-988).
Apparait par la suite dans le privilège accordé par l'évêque Hildegaire à l'abbaye d'Uzerche.
Souscrit une donation faite au chapitre de la cathédrale de Limoges en 975-985.
Il épousa Rothilde (de Brosse ? ; † après 1019), qui fut aussi la seconde épouse d'Archambaud (v. 933-957) vicomte de Comborn, et peut-être la femme d'Archambaud Ier de Bourbon. Il semble que Géraud n'ait eu d'enfants que de Rothilde :
- Gui Ier (v. 988-27 octobre 1025), qui succédera à son père comme vicomte ;
- Huilduin, évêque de Limoges (990-1014) ;
- Almodis, épouse d'Aldebert Ier de La Marche (tué en 997), puis de Guillaume V, duc d'Aquitaine et comte de Poitiers ;
- Hildegarde la chauve ;
- Hildegaire, évêque de Limoges ;
- Aimery Ier de Rochechouart ;
- Tiselga ;
- Geoffroy, abbé de Saint-Martin ;
- Géraud d'Argenton est à l'origine des vicomtes de Brosse ;
- Audebert ;
- ? Hugo.